# إدارة أتلانتيكو
إدارة أتلانتيكو واحدة من 32 إدارة في كولومبيا، تقع في شمال البلاد عند البحر الكاريبي من الشمال، يحدها غربا وجنوبا إدارة بوليفار التي تفصلها قناة ديل ديك، وشرقا إدارة ماجدالينا التي يفصلها نهر ماجدالينا. وتبلغ مساحتها 3388كم2 وهي ثالث أصغر إدارة للبلاد، لكن عدد سكانها البالغ 2,272,170 نسمة يجعلها واحدة من أكثر المناطق كثافة سكانية.